# Мінді МакКріді
Мелінда Гейл МакКріді (англ. Malinda Gayle McCready), відома під псевдонімом Мінді МакКріді (англ. Mindy McCready; 30 листопада 1975 — 17 лютого 2013) — американська кантрі співачка. Протягом своєї кар'єри яка тривала з 1995 року до її смерті в 2013 вона встигла записати п'ять студійних альбомів.

## Життєпис
Мінді почала співати в церковному хорі в 3-річному віці. Мелінда Гейл Маккріді, відома під псевдонімом Мінді Маккріді, всерйоз зайнялася музикою після закінчення музичної школи і стала однією з яскравих зірок музики в стилі кантрі.
Вона випустила п'ять альбомів, три з яких отримали статус золотих і платинових. 12 її синглів увійшли в хіт-парад авторитетного журналу Billboard. У травні 2008 року співачка після шестирічного затишшя в кар'єрі заспівала пісню "I'm Still Here" ("Я ще тут"). Пізніше вона працювала над документальним фільмом і готувала новий альбом.
Американська кантрі-співачка Мінді Маккріді покінчила життя самогубством 17 лютого 2013 в Хібер-Спрінгс (штат Арканзас). Це відбулося через місяць після суїциду її цивільного чоловіка.

## Диискографія
- Ten Thousand Angels (1996)
- If I Don't Stay the Night (1997)
- I'm Not So Tough (1999)
- Mindy McCready (2002)
- I'm Still Here (2010)